# 毛罗·罗萨莱斯
羅沙里斯（Mauro Damián Rosales，1981年2月24日—）是一名現役阿根廷足球運動員，司職中場，現時效力阿根廷勁旅河床，羅沙里斯曾經協助阿根廷奪得2004年夏季奧林匹克運動會金牌。
羅沙里斯成名於阿根廷球會紐維爾舊生，2004年以180萬歐元加盟荷蘭勁旅阿積士，同年6月在世界盃外圍賽對巴西後備入替迪加度首次替國家隊上陣，最終球隊以1比3不敵對手。羅沙里斯之後代表阿根廷出戰美洲國家盃及奧運會，其中在奧運會決賽對巴拉圭時，成功協助泰維斯射入致勝入球奪得金牌。

## 榮譽
- 世青盃 : 2001年
- 夏季奧林匹克運動會金牌: 2004年
- 荷蘭盃: 2006年
- 荷蘭超級盃: 2005年, 2006年

## 外部連結
- 個人檔案 （页面存档备份，存于）
- 個人檔案 （页面存档备份，存于）